# کونتروود
کونتروود (روسی: Контровод) یک رودخانه در سرزمین پریمورسکی کشور روسیه است.